# Neustädtisches Palais

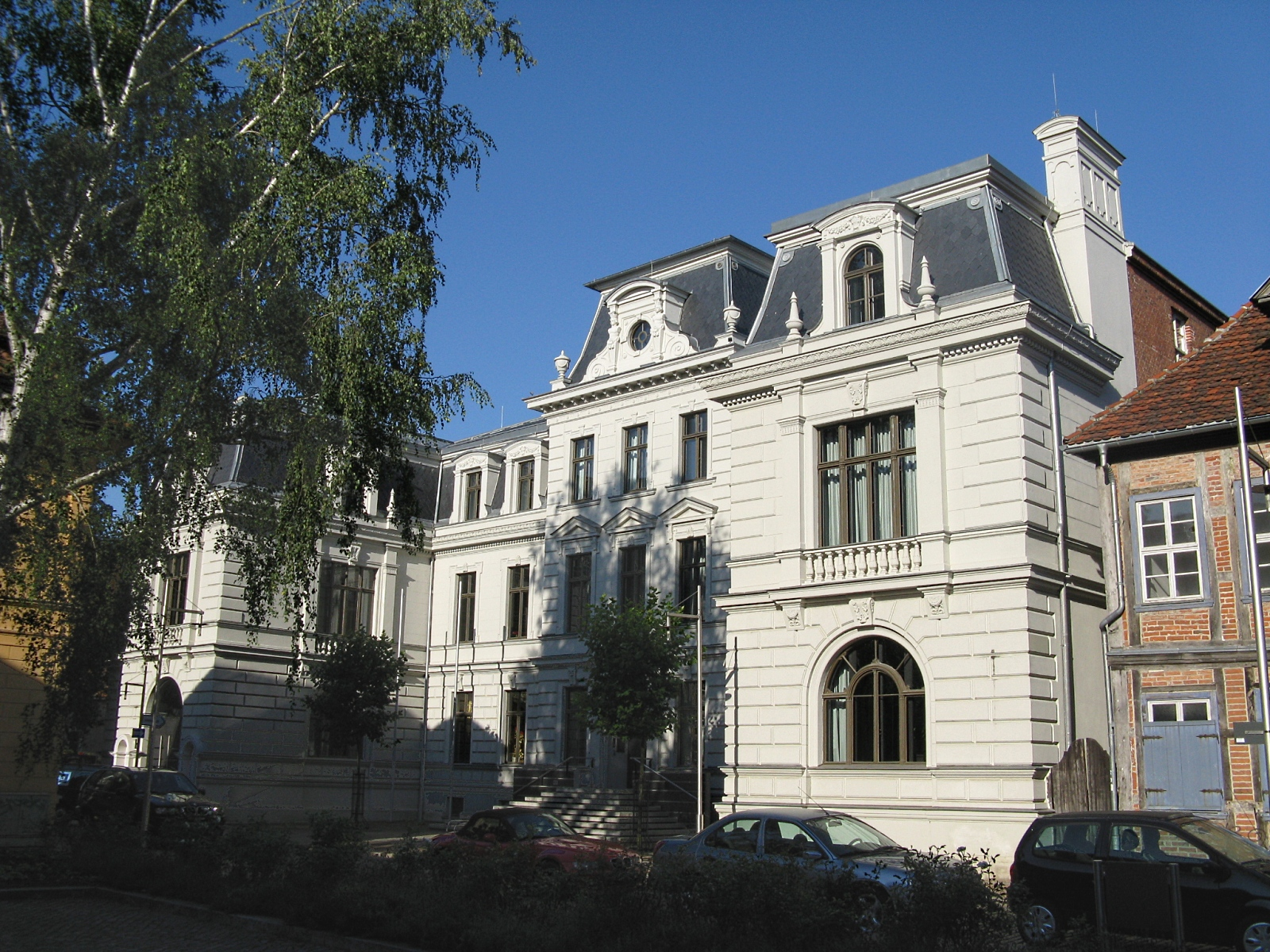
Neustädtisches Palais in der Schweriner Schelfstadt

Das Neustädtische Palais (auch: Marienpalais) ist ein repräsentativer Prachtbau in der Schweriner Schelfstadt aus dem 18. Jahrhundert. Das Haus in der Puschkinstraße 19 steht unter Denkmalschutz. Es ist seit Juni 2006 der Hauptsitz für das Justizministerium des Landes Mecklenburg-Vorpommern.

## Architektur und Baugeschichte

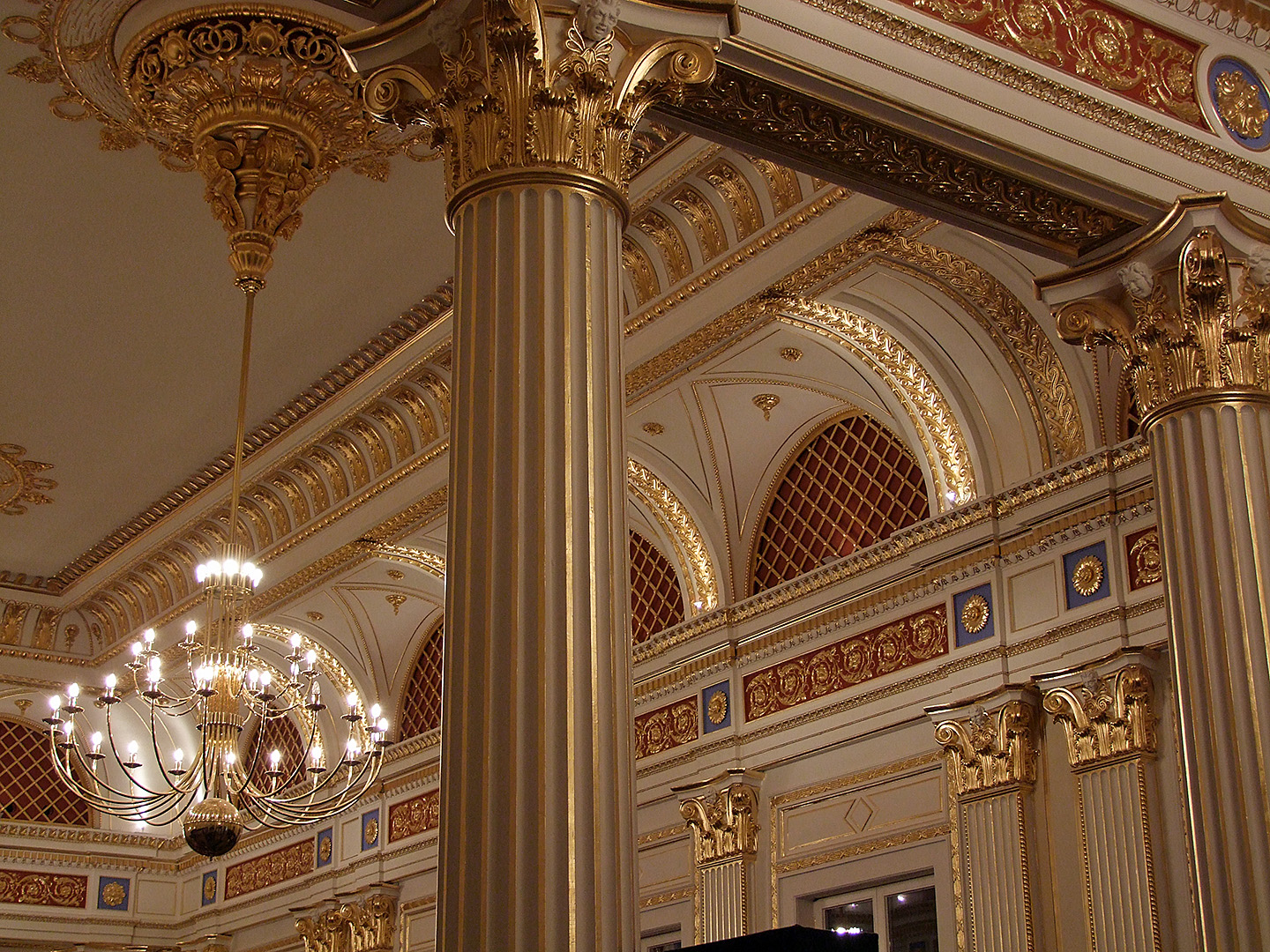
Der Goldene Saal im Neustädtischen Palais aus der Periode nach 1877/78 nach der 2006 erfolgten Sanierung

Der Putzbau wurde 1779 nach Plänen Johann Joachim Buschs errichtet. Eine weitgehend einem Neubau gleichkommende Umgestaltung des Neustädtischen Palais im Stil der französischen Renaissance erfolgte 1877/78 durch Hermann Willebrand. Dabei blieben die dreiflügelige und zweigeschossige Anlage mit dreigeschossigem Mittelrisalit und dem Ehrenhof erhalten. Das frühere Mansarddach wurde durch ein Plateaudach mit Dachgauben ersetzt. Die Fassaden erhielten eine kräftige Putzquaderung, stark profilierte Gesimse, Herme und Verzierungen in Form von Festons. Durch Georg Adolph Demmler erfolgte, angelehnt an den Thronsaal des Schweriner Schlosses, 1849 auf der Rückseite ein Saalanbau. 1883/84 wurde durch Willebrand ebenfalls rückwärtig ein Wohnflügel für die Herzogin Marie angefügt.
Die verputzte Fassade enthält Elemente des Barock und der Renaissance. Im Innern sind unter anderem die gusseiserne Treppe im seitlichen Treppenhaus, die Stuckdecken und die Rahmenfüllungstüren erwähnenswert.

## Geschichte
Das Grundstück, auf dem heute das Palais steht, wurde 1708 durch Friedrich Wilhelm für seinen Bruder Christian Ludwig II. erworben, auf dem in der Folge der Prinzenhof (auch Ludwigshof) entstand. Nach Anordnung des Herzogs Herzog Friedrich wurde 1779 der Witwenwohnsitz für Charlotte Sophie von Sachsen-Coburg-Saalfeld, der Frau seines Bruders Ludwig, auf dem Gelände erbaut, die dort bis zu ihrem Tod im Jahr 1810 lebte. Nach zehnjährigem Leerstand wurde das Gebäude anfänglich durch den großherzoglichen Finanzminister Leopold von Plessen genutzt und diente zur Zeit des Schweriner Schlossumbaus (1843–1857) als großherzoglicher Wohnsitz, ab 1879 für die Familie von Friedrich Franz III. und seiner Frau Anastasia, und nach dem Anbau ab 1883 als Witwenwohnsitz der Großherzogin Marie. Nach Abdankung des letzten Großherzogs Friedrich Franz IV. ging das Palais 1920 in den Besitz des Freistaates Mecklenburg-Schwerin über.

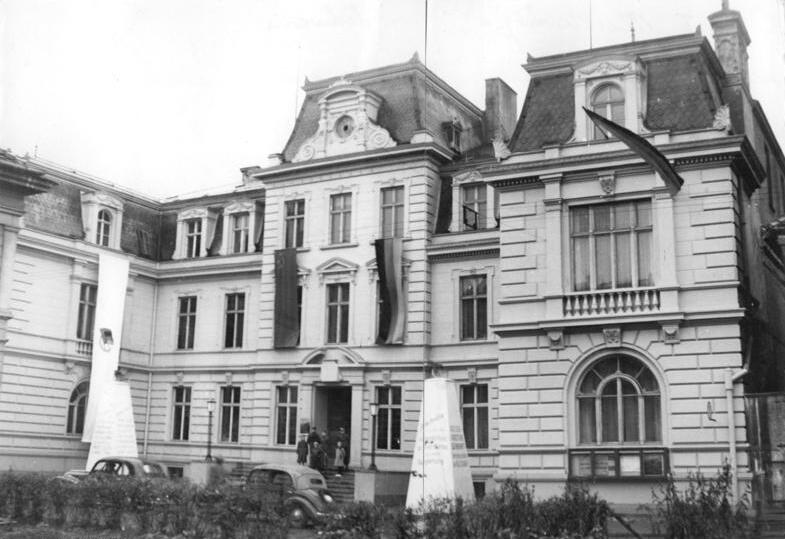
Palais als Haus der Deutsch-Sowjetischen Freundschaft mit entsprechender Beflaggung (1953)

Bis 1945 kamen verschiedene Behörden im Gebäude unter. 1947 wurde es der Gesellschaft zum Studium der Kultur der Sowjetunion für die politisch-ideologische und kulturpolitische Arbeit zur Verfügung gestellt und in Maxim-Gorki-Haus (auch: Haus der Deutsch-Sowjetischen Freundschaft) umbenannt. Bis zur Wende fanden im Palais regelmäßig gesellschaftliche und festliche Veranstaltungen statt. Im Eingangsbereich hing das Bild Triumph des Leninismus.
Die im Oktober 1958 einst gegründete Schweriner Produktionsgenossenschaft des Handwerks (PGH) »Drei Schilde«, war in den 1970er Jahren maßgeblich an der Restaurierung des Goldenen Saales im Neustädtischen Palais sowie des Thronsaales im Schweriner Schloss beteiligt. Zum 35. Jahrestag der Gründung der DDR im Oktober 1984 wurde die PGH »Drei Schilde« mit dem Vaterländischen Verdienstorden in Gold ausgezeichnet.
Von 1990 bis 1998 war das Neustädtische Palais Sitz der Stadtverordnetenversammlung und des Stadtpräsidenten, danach stand es erneut leer. Von 2003 bis 2008 wurde die Anlage für insgesamt 11,3 Millionen Euro umfassend saniert. Im Juni 2006 bezog das Justizministerium des Landes Mecklenburg-Vorpommern die Räumlichkeiten. Über einen zuvor erwogenen Neubau für die Behörde an anderer Stelle wurde abschlägig entschieden. Nachfolgend wurde der Goldene Saal hergerichtet, der den Einwohnern Schwerins wieder für Feierlichkeiten zur Verfügung steht und über einen separaten Eingang erreichbar ist. Die Wiedereröffnung des Saals erfolgte im April 2009. 2010 wurde für die Rekonstruktion des Saals im Rahmen der Vergabe des Landesbaupreises Mecklenburg-Vorpommern ein Sonderpreis verliehen.
Das Bauwerk ist seit 2024 als Teil des Residenzensembles Schwerin UNESCO-Welterbe.